# Sitio de Kolberg (Guerra de los Siete Años)
Durante la Guerra de los Siete Años, la ciudad prusiana de Kolberg en Brandeburgo, en la Pomerania prusiana, llamada actualmente Kołobrzeg, fue asediada por las fuerzas rusas tres veces. Los dos primeros asedios, a fines de 1759 y del 26 de agosto al 18 de septiembre de 1760, [1] no tuvieron éxito. Un asedio final y exitoso tuvo lugar de agosto a diciembre de 1761.[2] En los asedios de 1760 y 1761, las fuerzas rusas fueron apoyadas por fuerzas suecas.[3]
Como consecuencia de la caída de la ciudad, Prusia perdió su último puerto importante en la costa del mar Báltico,[4] mientras que al mismo tiempo las fuerzas rusas pudieron establecer sus cuarteles de invierno en Pomerania. Sin embargo, cuando la emperatriz Isabel de Rusia murió pocas semanas después de la victoria de Rusia, su sucesor, Pedro III, hizo las paces y devolvió a Kolberg a Prusia.[5]

## Primer asedio (1759)
Un primer asedio en 1759 fue repelido por los defensores prusianos. El conde ruso Fermor recibió la orden de expulsar a las fuerzas prusianas que mandaba el conde Dohna de Pomerania, tomar Kolberg y establecer cuarteles de invierno en Brandeburgo-Pomerania prusiana. Fermor persiguió a regañadientes sus objetivos ya que el logro completo era casi imposible.
Fermor envió 4000 soldados y 20 piezas de artillería, comandadas por el teniente general Johann Palmenbach para sitiar a Kolberg, defendida por 700 regulares y una leva de reclutas comandado por Heinrich Sigismund von der Heyde que acababa de mejorar las obras de defensa y las había abastecido de suministros.
El asedio empezó el 4 de octubre. Aunque los refuerzos rusos elevaron la fuerza de Palmenbach a 5000 soldados, el mes siguiente las fuertes lluvias y las tormentas no permitieron terminar la construcción de las obras de asedio. Además, veintisiete buques de guerra rusos llegaron para ayudar al asedio por mar, pero a lo largo de octubre las tormentas destrozaron a veintiuno de ellos y ninguno se acercó lo suficiente como para participar. El sitio fue levantado el 1 de noviembre.

## Segundo asedio (1760)

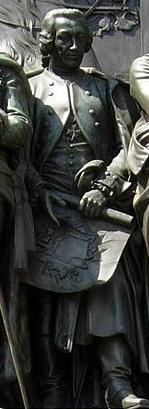
Heyde con un mapa de Kolberg. Estatua en Berlín

Las fuerzas rusas tenían el objetivo de establecer sus cuarteles de invierno entre 1760/61 cerca del río Oder inferior, lo que solo podría lograrse asegurando la fortaleza de Kołobrzeg. En julio una expedición rusa comandada por avanzó hacia la Pomerania de Brandeburgo-Prusia, pero al llegar al valle de Rega se le ordenó dirigirse a los campos de batalla de Silesia.[8]
El 27 de agosto, Kolberg fue bombardeado desde el mar por toda la flota báltica rusa compuesta por 21 barcos de línea y tres fregatas que habían llegado el día anterior. El 29 de agosto se les unieron seis naves de línea y tres fragatas de sus aliados suecos. Se desplegaron unos 8000 soldados y comenzaron a construir obras de asedio el 6 de septiembre cubiertos por unidades de caballería. La defensa prusiana estaba comandada por el coronel Heinrich Sigismund von der Heyde.[8]
Federico de Prusia ordenó que una fuerza de 3800 soldados, comandada por el general de división Paul von Werner, se desvinculase de las batallas en Silesia y volviera a Kolberg que estaba a unos 340 kilómetros al norte. Después de un viaje de 13 días la fuerza de Werner llegó a las líneas rusas el 18 de septiembre y atacó de inmediato. Una escaramuza exitosa hizo que los sitiadores creyeran que estaban combatiendo con una fuerza de hasta 20 000 lo que les llevó a retirarse a bordo de sus buques. Los barcos suecos y rusos partieron el 20 y el 23 de septiembre respectivamente.[8] Las bajas rusas ascendieron a 600 soldados.[9]
Después de la batalla, Frederick ascendió a Werner y Heyde al rango de Teniente General.[8]

## Tercer asedio (1761)
Tottleben, que había comandado las campañas rusas de primavera en Pomerania el año anterior,[8] cometió traición y reveló a Federico los planes rusos para asediar Kolberg nuevamente en 1761. Una vez que Federico fue conocedor de esto ordenó enviar suministros a la fortaleza y envió al príncipe Friedrich Eugen de Württemberg al frente sueco en Mecklenburg.[10]
Württemberg llegó a Kolberg el 4 de julio, donde comandó una fuerza de defensa reforzada de 12, 000 hombres. El comandante ruso Pyotr Alexandrovich Rumyantsev-Zadunaisky, al mando de una fuerza más débil, tomó posición en la cercana Köslin (ahora Koszalin) el 23 de junio, a la espera de refuerzos. El plan de Württemberg era atacar a Rumyantsev fueran canceladas por Frederick por considerarlas demasiado arriesgadas. Después de que 3000 soldados rusos reforzaron a Rumyantsev a mediados de agosto, sitiaron a Kolberg el 22 de agosto.[11]
Veintitrés buques de guerra rusos ayudaron a Rumyantsev en este lugar y otros ocho buques de guerra suecos se unieron más tarde. La ciudad fue continuamente bombardeada del 25 de agosto al 25 de septiembre. El 18 de septiembre Rumyantsev derribó las defensas de Württemberg a las afueras de la ciudad pero sufrió 3000 bajas y ganó poco terreno. Más adelante cambió su estrategia de ataques relámpago para cortar los suministros a Kolberg. [11]
El 30 de septiembre, Kolberg fue reforzado por varios miles de tropas prusianas comandadas por Dubislav Friedrich von Platen. Con los refuerzos, la fortaleza estaba defendida por casi 20 000 prusianos. Rumyantsev, que perdió el apoyo naval el 9 de octubre cuando los buques de guerra rusos volvieron a casa debido al mal tiempo, fue reforzado por parte del ejército de Aleksandr Borísovich Buturlín el mismo mes. Su caballería, comandada por Gustav Berg, cortó las líneas de comunicación prusianas, contrarrestó las acometidas de 2700 caballos de Württemberg y capturó al menos cuatro de sus unidades.[11]
Como los prusianos se estaban quedando sin suministros, se ordenó a la fuerza de Platen marchar hacia Berlín a finales de octubre. En noviembre, Württemberg abandonó Kolberg, rompió las líneas rusas para reunirse con Platen y luego intentó derrotar a Rumyantsev desde la retaguardia. Como Platen y Württemberg no tuvieron éxito, Platen se marchó según lo ordenado, y Württemberg intentó varias veces forzar su camino de regreso a la fortaleza. El 12 de diciembre, las fuerzas rusas hicieron su último intento en Spie, algunos kilómetros al suroeste de Kolberg e infligieron 1000 bajas a sus defensores. Los 8000 soldados restantes de Württemberg se retiraron a Stettin.[12]
El 16 de diciembre Kolberg capituló ante Rumyantsev lo que permitió a sus fuerzas montar sus cuarteles de invierno en la Pomerania de Brandeburgo-Prusia.[12] Otro logro ruso fue que durante el asedio que ejecutó Rumyantsev mantuvo a raya a las fuerzas de Platen, que Frederick había presionado para ayudarlo en Silesia una vez que relevaron a Kolberg. Para cuando Platen escapó del cerco, los reveses sufridos por Federico en Silesia ya eran irreversibles, por lo que a Platón se le ordenó ir a Berlín para apoyar a su aliado sajón.[13]

## Consecuencias
En el momento de los asedios, la zarina rusa Isabel padecía una enfermedad que la llevó a la muerte el 25 de diciembre de 1761 ( OS ) o el 5 de enero de 1762 ( NS ). A Isabel le sucedió su sobrino, Pedro III de Rusia, un admirador de Federico parcialmente criado en Berlín. [5]
Peter, que se había opuesto a la participación de Rusia en la Guerra de los Siete Años, cesó de inmediato las hostilidades con Prusia y, según los términos del Tratado de San Petersburgo, le devolvió todos los territorios ocupados (incluido Kolberg) y proporcionó a Federico 20 000 soldados. [5]
Privado de su aliado ruso, la Casa Austríaca de Habsburgo no estaba dispuesta a continuar la guerra por su cuenta, [5] y regresó al statu quo ante con Prusia en el Tratado de Hubertusburg. [14]